# Owain Yeoman
Owain Yeoman, född 2 juli 1978 i Chepstow i Monmouthshire, är en brittisk (walesisk) skådespelare som medverkat i TV-serier som The Nine och The Mentalist. Han har även spelat Lysander i filmen Troja, haft en gästroll i Morden i Midsomer och spelade sergeant Eric Kocher i amerikanska dramadokumentär-serien Generation Kill.
Yeoman är utbildad vid Royal Academy of Dramatic Art i London.
Han är sedan 2006 gift med skådespelerskan Lucy Davis.